# سی اورت کوپ
سی اورت کوپ (انگلیسی: C. Everett Koop; ۱۴ اکتبر ۱۹۱۶ – ۲۵ فوریهٔ ۲۰۱۳) سیاست‌مدار اهل ایالات متحده آمریکا بود.
وی همچنین برندهٔ جوایزی همچون نشان افتخار آزادی رئیس‌جمهوری شده‌است.